# Кубок Федерації футболу Кувейту
Кубок Федерації футболу Кувейту (араб. كأس الاتحاد الكويتي) — футбольний клубний турнір в Кувейті, який проводиться під егідою Футбольної асоціації Кувейту і відповідає формату Кубка ліги. 

## Історія
Турнір започаткований у 1969 році. Першим переможцем у сезоні 1969-70 став «Аль-Арабі (Ель-Кувейт)». Надалі турнір проводився на нерегулярній основі й до 2003 року пройшло ще лише дев'ять розіграшів. 
Після цього турнір не проходив кілька років і був відновлений з сезону 2007-08 у новому форматі і надалі став розігруватись регулярно.

## Фінали
- 1969-70 : Аль-Арабі
- 1970-71 : Скасовано
- 1971-72 : Скасовано
- 1972-73 : Скасовано
- 1973-74 : Аль-Фахахіль
- 1974-75 : Хайтан
- 1975-76 : Скасовано
- 1976-77 : Скасовано
- 1977-78 : Аль-Кувейт
- У 1979-1990 роках турнір не проводився
- 1991-92 : Аль-Кувейт
- 1995-96 : Аль-Арабі
- 1996-97 : Аль-Арабі
- 1997-98 : Скасовано
- 1998-99 : Аль-Арабі
- 1999-00 : Аль-Арабі
- 2001-02 : Скасовано
- 2002-03 : Аль-Ярмук

| Сезон   | Переможець             | Рахунок        | Фіналіст               | Стадіон               |
| ------- | ---------------------- | -------------- | ---------------------- | --------------------- |
| 2007-08 | Аль-Кадісія            | 1–1 (4-3 пен.) | Аль-Кувейт             |                       |
| 2008-09 | Аль-Кадісія            | 1–0            | Казма                  |                       |
| 2009-10 | Аль-Кувейт             | 0–0 (7-6 пен.) | Аль-Арабі (Ель-Кувейт) | «Мохамед Аль-Хамад»   |
| 2010-11 | Аль-Кадісія            | 2–0            | Ан-Наср (Ель-Фарванія) | «Мохамед Аль-Хамад»   |
| 2011-12 | Аль-Кувейт             | 4–3            | Казма                  | «Алі Сабах Аль-Салем» |
| 2012-13 | Аль-Кадісія            | Груповий етап  |                        |                       |
| 2013-14 | Аль-Арабі (Ель-Кувейт) | 2–2 (4-2 пен.) | Ас-Сальмія             | «Мохамед Аль-Хамад»   |
| 2014-15 | Аль-Кувейт             | 1–0            | Хайтан                 | «Алі Сабах Аль-Салем» |
| 2015-16 | Казма                  | 2–1            | Аль-Кувейт             | «Аль-Садака»          |
| 2016-17 | -                      | -              | -                      | -                     |
| 2017-18 | Казма                  | 3-3 (4-2 пен.) | Аш-Шабаб (Аль-Ахмаді)  | «Мішреф»              |
| 2018-19 | Аль-Кадісія            | 1-1 (6-5 пен.) | Аш-Шабаб (Аль-Ахмаді)  | «Мішреф»              |
| 2019-21 | -                      | -              | -                      | -                     |
| 2021-22 | Ан-Наср                | 1-1 (5-4 пен.) | Аль-Арабі              | «Мішреф»              |
| 2022-23 | Аль-Кадісія            | 2-2 (4-3 пен.) | Ас-Сальмія             | «Аль-Садака»          |
| 2023-24 | -                      | -              | -                      | -                     |

## Титули за клубами
| Клуб         | Перемоги | Роки перемог                                                                           |
| ------------ | -------- | -------------------------------------------------------------------------------------- |
| Аль-Арабі    | 8        | 1969/1970, 1978/1979, 1995/1996, 1996/1997, 1998/1999, 1999/1900, 2001/2002, 2013/2014 |
| Аль-Кадісія  | 6        | 2007/2008, 2008/2009, 2010/2011, 2012/2013, 2018/2019, 2022/2023                       |
| Аль-Кувейт   | 5        | 1977/1978, 1991/1992, 2009/2010, 2011/2012, 2014/2015                                  |
| Казма        | 2        | 2015/2016, 2017/2018                                                                   |
| Аль-Ярмук    | 1        | 2002/2003                                                                              |
| Аль-Фахахіль | 1        | 1973/1974                                                                              |
| Хайтан       | 1        | 1974/1975                                                                              |
| Ан-Наср      | 1        | 2021/2022                                                                              |